# 2085
2085 هي سنة قادمة في التقويم الميلادي ستكون سنة بسيطة تبدأ يوم الأربعاء وهي السنة 71 من الألفية الميلادية الثالثة وسنة من سنوات القرن الحادي والعشرين